# 宁冈县
宁冈县是原中国江西省吉安市下辖的一个县。
元朝置永宁县，1914年改宁冈县。2000年5月11日，宁冈县被撤消，并入井冈山市，市人民政府驻厦坪镇。合并后的井冈山市归属吉安市管辖。
宁冈县位于江西省西南部，罗宵山脉中段，县治厦坪镇。下辖茨坪街道、厦坪镇、龙市镇、古城镇、新城镇、大陇镇、拿山乡、黄坳乡、下七乡、长坪乡、坳里乡、鹅岭乡、柏露乡、茅坪乡、葛田乡、荷花乡、睦村乡、东上乡，共77个行政村，人口8.6万，面积638平方公里。